# Tyrone Lasu
Tyrone Lasu, född 7 december 1966, är en svensk före detta ishockeyspelare som numera är tränare för Kungälv IK i Division 1.
Säsongen 2014-2015 var han tränare för division 2-laget Bäcken hc. Nu är han tränare för  division 2-laget Kållered icebears
Tyrone Lasu är bror till Torbjörn Lasu som var aktiv mellan 1990 och 2000. Han är även far till Nicklas Lasu.

## Spelarkarriär
- Kungälvs IK – 1983–1988
- Mölndal Hockey – 1988–1992
- Göteborgs IK – 1992–1993

## Tränarkarriär
- Frölundas J20 – 2008–2010, Assissterande tränare
- Kungälvs IK 2010–